# ديتاميشن
دیتامیشن (بالإنجليزية: Datamation) هي مجلة للكمبيوتر طبعت خلال عام 1957 حتى 1998 نشرت  في الولايات المتحدة. ومنذ ذلك الحين استمرت في النشر على الويب. كانت دیتامیشن مملوكة سابقًا لشركة QuinStreet واستحوذت عليها TechnologyAdvice في عام 2020.